# 錦町 (福島県)
錦町（にしきまち）は、かつて福島県石城郡にあった町。

## 地理
東側は太平洋に面する。

## 歴史
- 1889年（明治22年）4月1日 - 町村制施行により菊多郡大倉村、江栗村、中田村、長子村が合併し、錦村（にしきむら）が発足。
- 1896年（明治29年）4月1日 - 郡が統合され石城郡に所属。
- 1940年（昭和15年）4月1日 - 町制施行し錦町となる。
- 1955年（昭和30年）4月29日 - 石城郡勿来町、植田町、川部村、山田村と合併し、市制施行して勿来市となり消滅。

## 歴代首長

### 村長
- 星喜三太（星一の父）[1]
- 星友太郎[2]
- 金成通